# Smrdljivi ugljen
Smrdljivi ugljen (lat. Symplocarpus), biljni rod iz porodice kozlčevki. Pripada mu pet vrsta vodenih trajnica s Dalekog istoka Rusije i sjeveroistoka Sjeverne Amerike (Kanada i SAD).
Rod se odlikuje velikim listovima i dubokim korijenskim sustavom. Najpoznartiju vrstu S. foetidus, koristili su Indijanci Chippewa, Abenaki, Iroquois, Delaware u medicinske svrhe.

## Vrste
1. Symplocarpus egorovii N.S.Pavlova & V.A.Nechaev
2. Symplocarpus foetidus (L.) Salisb. ex W.P.C.Barton
3. Symplocarpus nabekuraensis Otsuka & K.Inoue
4. Symplocarpus nipponicus Makino
5. Symplocarpus renifolius Schott ex Tzvelev